# Gammaplex
Gammaplex är ett tvådimensionellt programspråk utvecklat av Lode Vandevenne. Gammaplex har många funktioner inbyggda, bland annat grafisk utmatning och musklick. Interpretatorn är licensierad under BSD-licensen. 

## Exempel
Ett mandelbrot-program i Gammaplex.
```
@   200)u150)l1a0#0}>1a{"}4#0XG  v
Mandelbrot by       ^   v?,y(]0  <
Lode Vandevenne         >1a{s"sN}v
v0.1                ^    E?,h(]1R<
0](y2:-1.5*0.5y*:0.5-30])        \
1](h2:-0.5h*:31])                \
32]0)u0)u0)u0)u0)                \
>36](")34](32])35](33])32](w*33](\
w*-30](+34])2#32](*33](*31](+35])\
34](w*35](w*+4,?v36](16,?v7#0G   \
           G0#11<        >12#0G  \
>255#255#36](16*H3a}PXg           
>128#128#128#3a}PXg               

```